# یواس‌اس تاگاناک (ای‌جی-۴۵)
یواس‌اس تاگاناک (ای‌جی-۴۵) (به انگلیسی: USS Taganak (AG-45)) یک کشتی بود که طول آن 261' بود. این کشتی در سال ۱۹۱۷ ساخته شد.